# Nazionale maschile di calcio del Burkina Faso
La nazionale di calcio del Burkina Faso è la rappresentativa nazionale calcistica del Burkina Faso ed è posta sotto l'egida della Fédération Burkinabé de Foot-Ball. I suoi componenti sono soprannominati Les Étalons ("Gli Stalloni"), in onore del cavallo di Yennenga, leggendaria principessa considerata la madre del popolo Mossi.
Il miglior risultato l'ha raggiunto nella Coppa d'Africa 2013, quando fu finalista perdente contro la Nigeria (1-0) e Jonathan Pitroipa fu nominato miglior giocatore del torneo. Nella stessa competizione conta un terzo posto (2017) e 2 quarti posti (1998). Nel 2001 la nazionale burkinabé Under-17 terminò al terzo posto il campionato mondiale di categoria.
Nella graduatoria FIFA, in vigore da agosto 1993, il miglior posizionamento raggiunto dal Burkina Faso è stato il 37º posto dell'ottobre 2010, mentre il peggiore è stato il 127º posto nel dicembre 1993. Al 21 dicembre 2023 occupa il 57º posto.

## Storia
La Federazione calcistica del Burkina Faso fu fondata nel 1960 e si affiliò alla FIFA e alla CAF nel 1964. La rappresentativa calcistica burikinabé esordì il 13 aprile 1960, quando il paese era ancora chiamato Alto Volta, contro il Gabon, in Madagascar, vincendo per 5-4. Il debutto in Coppa d'Africa nrisale all'edizione del 1968, da cui la squadra fu estromessa nel turno preliminare. Partecipò per la prima volta alle qualificazioni per il campionato del mondo in vista del campionato del mondo 1978, ma fu eliminata nel primo turno preliminare dalla Costa d'Avorio. Il 30 agosto 1981 l'Alto Volta fece registrare la peggiore sconfitta della sua storia, perdendo in casa dell'Algeria per 7-0.
Nel 1996 tornò a disputare la fase finale della Coppa d'Africa dopo 18 anni. Dopo l'edizione del 1998 disputata in casa, a cui fu ammessa di diritto come paese ospitante, si qualificò per le successive quattro edizioni del torneo, sino al 2004. Sotto la guida del commissario tecnico Philippe Troussier il Burkina Faso raggiunse la semifinale di Coppa d'Africa nel 1998. Nel Coppa d'Africa 2010 fu inserita nel girone con Ghana e Costa d'Avorio, dopo il ritiro del Togo. Dopo il pareggio contro gli ivoriani, fu fatale una sconfitta per 1-0 contro i ghanesi (quando ai burkinabé sarebbe bastato il pareggio per avanzare al turno successivo). Si qualificò anche per la Coppa d'Africa 2012, dove però perse tutti e tre i match ai gironi, e così il CT Paulo Duarte fu sollevato dall'incarico.
Nella Coppa d'Africa 2013, si qualificò alla fase finale e fu inserita nel gruppo C insieme alla Nigeria, con la quale passò il turno a pari punti; superò quindi il Togo ai quarti e il Ghana in semifinale ai rigori, ma dovette capitolare alla fine contro ancora la Nigeria per 1-0. Fallì invece la qualificazione al campionato del mondo 2014 solo nell'ultima fase, perdendo il doppio confronto con l'Algeria per la regola dei gol fuori casa (vittoria per 3-2 in casa e sconfitta per 1-0 in trasferta). Meno fortunata l'esperienza alla Coppa d'Africa 2015, dove la squadra fu eliminata nella fase a gironi dopo aver raccolto un pari e due sconfitte in tre partite.
Nella Coppa d'Africa 2017 il Burkina Faso è tornato su ottimi livelli. Superata la fase a gironi come prima (una vittoria e due pareggi), ha eliminato la Tunisia (2-0) nei quarti di finale e in semifinale è stata battuta ai tiri di rigore dall'Egitto (1-1 dopo 120 minuti). Ha concluso il torneo al terzo posto da imbattuta, sconfiggendo il Ghana (1-0) nella finale di consolazione.
Dopo aver fallito nella partecipazione alla Coppa d'Africa 2019, ha ben figurato nell'edizione 2021 del massimo torneo continentale, tenutasi l'anno dopo in Camerun: superato il girone come seconda classificata (una vittoria, un pareggio e una sconfitta), ha eliminato il Gabon agli ottavi (7-6 rigori dopo l'1-1 dei tempi supplementari) e la Tunisia ai quarti (1-0); in seguito è stata estromessa in semifinale per 0-1 dal Senegal (futuro campione d'Africa), e ha concluso al quarto posto dopo aver perso la finale di consolazione contro il Camerun padrone di casa (3-3 ai supplementari, 5-3 ai rigori).
Intanto, dopo aver fallito la qualificazione al mondiale Qatar 2022, il Burkina Faso riesce invece a raggiungere i gironi della Coppa d'Africa 2023, tenutasi l'anno dopo in Costa d'Avorio. Sorteggiato nel gruppo D, batte per 1-0 la Mauritania, pareggia 2-2 contro l'Algeria e perde 2-0 contro una sorprendente Angola; i quattro punti ottenuti nel complesso bastano comunque ai burkinabé per superare il turno come secondi classificati, ma il loro cammino nella competizione finisce agli ottavi con la sconfitta per 2-1 contro il Mali.

## Colori e simboli

### Divise storiche
| Coppa d'Africa 2012-2013                                                            | Coppa d'Africa 2012-2013                                                            | Coppa d'Africa 2012-2013 | Coppa d'Africa 2012-2013 |
| ----------------------------------------------------------------------------------- | ----------------------------------------------------------------------------------- | ------------------------ | ------------------------ |
| Casa                                                                                | Trasferta                                                                           |                          |                          |
| Manica sinistra · Maglietta · Maglietta · Manica destra · Pantaloncini · Calzettoni | Manica sinistra · Maglietta · Maglietta · Manica destra · Pantaloncini · Calzettoni |                          |                          |
| Puma                                                                                |                                                                                     |                          |                          |

| Coppa d'Africa 2015 | Coppa d'Africa 2015 | Coppa d'Africa 2015 | Coppa d'Africa 2015 |
| --- | --- | ------------------- | ------------------- |
| Casa | Trasferta |                     |                     |
| Manica sinistra · Manica sinistra · Maglietta · Maglietta · Manica destra · Manica destra · Pantaloncini · Pantaloncini · Calzettoni | Manica sinistra · Manica sinistra · Maglietta · Maglietta · Manica destra · Manica destra · Pantaloncini · Pantaloncini · Calzettoni |                     |                     |
| Kappa | |                     |                     |

| Coppa d'Africa 2021                                                                                                   | Coppa d'Africa 2021                                                                                                   | Coppa d'Africa 2021 | Coppa d'Africa 2021 |
| --- | --- | ------------------- | ------------------- |
| Casa | Trasferta |                     |                     |
| Manica sinistra · Manica sinistra · Maglietta · Maglietta · Manica destra · Manica destra · Pantaloncini · Calzettoni | Manica sinistra · Manica sinistra · Maglietta · Maglietta · Manica destra · Manica destra · Pantaloncini · Calzettoni |                     |                     |
| Kappa | |                     |                     |

## Partecipazioni ai tornei internazionali
Legenda: Grassetto: Risultato migliore, Corsivo: Mancate partecipazioni

- 2002 - Cancellata
- 2010 - Quarto posto
- 2011 - Non partecipante
- 2013 - Primo turno
- 2017 - Turno preliminare
- 2019 - Quarti di finale

## Lista dei commissari tecnici
- Otto Pfister (1976-1978)
- Heinz-Peter Überjahn (1988-1990)
- Idrissa Traoré (1992-1996)
- Calixte Zagre (1996)
- Ivan Vutov (1996-1997)
- Malik Jabir (1997)
- Philippe Troussier (1997-1998)
- Didier Notheaux (1998-1999)
- Renè Taelmen (2000)
- Sidiki Diarra (2000-2001)
- Oscar Fulloné (2001-2002)
- Jackues Yameogo &  Pihouri Weboanga (2002)
- Jean-Paul Rabier (2002-2004)
- Ivica Todorov (2004-2005)
- Bernard Simondi (2005-2006)
- Idrissa Traoré (2006-2007)
- Didier Notheaux &  Sidiki Diarra (2007)
- Paulo Duarte (2008-2012)
- Paul Put (2012-2015)
- Gernot Rohr (2015-2016)
- Paulo Duarte (2016-2019)
- Kamou Malo (2019-2022)
- Hubert Velud (2022-2024)
- Brama Traoré (2024-)

## Statistiche dettagliate sui tornei internazionali

### Coppa d'Africa
| Anno | Luogo                      | Piazzamento      | V | N | P | Gol  |
| ---- | -------------------------- | ---------------- | - | - | - | ---- |
| 1957 | Sudan                      | Non partecipante | - | - | - | -    |
| 1959 | Egitto                     | Non partecipante | - | - | - | -    |
| 1962 | Impero d'Etiopia           | Non partecipante | - | - | - | -    |
| 1963 | Ghana                      | Non partecipante | - | - | - | -    |
| 1965 | Tunisia                    | Non partecipante | - | - | - | -    |
| 1968 | Impero d'Etiopia           | Non qualificata  | - | - | - | -    |
| 1970 | Sudan                      | Ritirata         | - | - | - | -    |
| 1972 | Camerun                    | Ritirata         | - | - | - | -    |
| 1974 | Egitto                     | Non qualificata  | - | - | - | -    |
| 1976 | Etiopia                    | Non partecipante | - | - | - | -    |
| 1978 | Ghana                      | Primo turno      | 0 | 0 | 3 | 2:9  |
| 1980 | Nigeria                    | Non partecipante | - | - | - | -    |
| 1982 | Libia                      | Non qualificata  | - | - | - | -    |
| 1984 | Costa d'Avorio             | Non partecipante | - | - | - | -    |
| 1986 | Egitto                     | Non partecipante | - | - | - | -    |
| 1988 | Marocco                    | Non partecipante | - | - | - | -    |
| 1990 | Algeria                    | Non qualificata  | - | - | - | -    |
| 1992 | Senegal                    | Non qualificata  | - | - | - | -    |
| 1994 | Tunisia                    | Ritirata         | - | - | - | -    |
| 1996 | Sudafrica                  | Primo turno      | 0 | 0 | 3 | 3:9  |
| 1998 | Burkina Faso               | Quarto posto     | 2 | 2 | 2 | 8:9  |
| 2000 | Ghana / Nigeria            | Primo turno      | 0 | 1 | 2 | 4:8  |
| 2002 | Mali                       | Primo turno      | 0 | 1 | 2 | 2:4  |
| 2004 | Tunisia                    | Primo turno      | 0 | 1 | 2 | 1:6  |
| 2006 | Egitto                     | Non qualificata  | - | - | - | -    |
| 2008 | Ghana                      | Non qualificata  | - | - | - | -    |
| 2010 | Angola                     | Primo turno      | 0 | 1 | 1 | 0:1  |
| 2012 | Gabon / Guinea Equatoriale | Primo turno      | 0 | 0 | 3 | 2:6  |
| 2013 | Sudafrica                  | Secondo posto    | 2 | 3 | 1 | 7:3  |
| 2015 | Guinea Equatoriale         | Primo turno      | 0 | 1 | 2 | 1:4  |
| 2017 | Gabon                      | Terzo posto      | 3 | 3 | 0 | 8:3  |
| 2019 | Egitto                     | Non qualificata  | - | - | - | -    |
| 2021 | Camerun                    | Quarto posto     | 2 | 3 | 2 | 9:10 |
| 2023 | Costa d'Avorio             | Ottavi di finale | 1 | 1 | 2 | 4:6  |

## Record individuali
Statistiche aggiornate al 17 gennaio 2022.
In grassetto i giocatori in attività con la maglia della nazionale.

### Classifica presenze
| Posizione | Giocatore             | Presenze | Reti | Periodo   |
| --------- | --------------------- | -------- | ---- | --------- |
| 1         | Charles Kaboré        | 102      | 4    | 2006–2021 |
| 2         | Jonathan Pitroipa     | 84       | 19   | 2006–2019 |
| 3         | Moumouni Dagano       | 83       | 34   | 1998–2013 |
| 3         | Bakary Koné           | 83       | 0    | 2006–2019 |
| 5         | Aristide Bancé        | 79       | 24   | 2003–2019 |
| 6         | Saïdou Panandétiguiri | 66       | 2    | 2002–2013 |
| 7         | Alain Traoré          | 65       | 21   | 2006-     |
| 8         | Bertrand Traoré       | 62       | 12   | 2011–     |
| 8         | Steeve Yago           | 62       | 0    | 2013-     |
| 10        | Abdoulaye Soulama     | 61       | 0    | 1997-2015 |

### Classifica reti
| Posizione | Giocatore          | Reti | Presenze | Periodo   |
| --------- | ------------------ | ---- | -------- | --------- |
| 1         | Moumouni Dagano    | 34   | 83       | 1998–2013 |
| 2         | Aristide Bancé     | 24   | 79       | 2003–2019 |
| 3         | Alain Traoré       | 21   | 65       | 2006-     |
| 4         | Jonathan Pitroipa  | 19   | 84       | 2006–2019 |
| 5         | Mamadou Zongo      | 13   | 30       | 1996–2013 |
| 5         | Préjuce Nakoulma   | 13   | 53       | 2012-     |
| 7         | Bertrand Traoré    | 12   | 62       | 2011–     |
| 8         | Amadou Touré       | 10   | 30       | 1998–2006 |
| 8         | Oumar Barro        | 10   | 48       | 1996–2003 |
| 9         | Lassina Traoré     | 9    | 22       | 2017-     |
| 10        | Alassane Ouédraogo | 7    | 33       | 1998–2007 |

## Tutte le rose

### Coppa d'Africa
Coppa d'Africa 1996P Coulibaly, P Diarra, D Cissé, D Diop, D Kouada, D Palenfo, D F. Sanou, D Zeba, C Kamagate, C Koné, C Napon, C Ouattara, C B. Traoré, C Ye, C Zongo, A Ouedraogo, A O. Sanou, A S. Sanou, A Is. Traoré, A Sa. Traoré, A Se. Traoré, CT: Id. Traoré (Zagre)
Coppa d'Africa 19981 Diarra, 2 S. Traoré, 3 F. Sanou, 4 A. Traoré, 5 Coulibaly, 6 Korbéogo, 7 Koudou, 8 Diabaté, 9 K. Ouédraogo, 10 O. Sanou, 11 Nana, 12 B. Traoré, 13 Kambou, 14 Zongo, 15 Napon, 16 Liade Gnonka, 17 Doumbia, 18 Tallé, 19 Barro, 20 A. Ouédraogo, 21 I. Traoré, 22 Soulama, CT: Troussier
Coppa d'Africa 20001 M. Traoré, 2 S. Traoré, 3 Cissé, 4 Sanogo, 5 Dossama, 6 Korbéogo, 7 Koudou, 8 Koné, 9 Ouédraogo, 10 Zongo, 11 Sanou, 12 B. Traoré, 13 Liade Gnonka, 14 Dagano, 15 O. Traoré, 16 Sawadogo, 17 Tidiane Tall, 18 Ouédraogo, 19 Barro, 20 Kéré, 21 Loliga, 22 Soulama, CT: Taelman
Coppa d'Africa 20021 Samaiogo, 2 L. Traoré, 3 Cissé, 4 Tall, 5 Dossama, 6 R. Ouédraogo, 7 Ala. Ouédraogo, 8 Zongo, 9 Barro, 10 Ali Ouédraogo, 11 W. Sanou, 12 Tassembedo, 13 Kambou, 14 Barro, 15 O. Traoré, 16 Kontougomde, 17 Yaméogo, 18 Touré, 19 Dagano, 20 Ouattara, 21 F. Sanou, 22 Kaboré, CT: Yameogo
Coppa d'Africa 20041 Kaboré, 2 M. Ouattara, 3 Zoundi, 4 Liade Gnonka, 5 L. Traoré, 6 Ouédraogo, 7 Coulibaly, 8 Kéré, 9 Dagano, 10 Cissé, 11 Barro, 12 Panandétiguiri, 13 Kambou, 14 Minoungou, 15 O. Traoré, 16 Soulama, 17 Tidiane Tall, 18 Touré, 19 Diallo, 20 A. Ouattara, 21 Natama, 22 Compaoré, CT: Rabier
Coppa d'Africa 20101 Diakité, 2 M. Ouattara, 3 Gnanou, 4 Tall, 5 Koffi, 6 B. Koné, 7 Rouamba, 8 Kéré, 9 Dagano, 10 W. Sanou, 11 Pitroipa, 12 Panandétiguiri, 13 I. Ouattara, 14 Zoundi, 15 Yaméogo, 16 Sawadogo, 17 Koulibaly, 18 Kaboré, 19 Y. Koné, 20 Nikiema, 21 Bamogo, 22 G. Sanou, 23 Balima, CT: Duarte
Coppa d'Africa 20121 Diakité, 2 Gnanou, 3 D. Koné, 4 Tall, 5 Koffi, 6 B. Koné, 7 Rouamba, 8 Kéré, 9 Dagano, 10 A. Traoré, 11 Pitroipa, 12 Nakoulma, 13 Bancé, 14 Balima, 15 Yaméogo, 16 Sawadogo, 17 Koulibaly, 18 Kaboré, 19 B. Traoré, 20 Ouédraogo, 21 A.R. Traoré, 22 Panandétiguiri, 23 Sanou, CT: Duarte
Coppa d'Africa 20131 Diakité, 2 Dah, 3 H. Traoré, 4 B. Koné, 5 Koffi, 6 D. Koné, 7 Rouamba, 8 P. Koulibaly, 9 Dagano, 10 A. Traoré, 11 Pitroipa, 12 Panandétiguiri, 13 Ouattara, 14 Balima, 15 Bancé, 16 Soulama, 17 Rabo, 18 Kaboré, 19 P.P. Koulibaly, 20 W. Sanou, 21 A.R. Traoré, 22 Nakoulma, 23 G. Sanou, CT: Put
Coppa d'Africa 20151 Fofana, 2 Yago, 3 Yedan, 4 B. Koné, 5 Koffi, 6 D. Koné, 7 Rouamba, 8 Koulibaly, 9 Gouo, 10 A. Traoré, 11 Pitroipa, 12 Guira, 13 Bambara, 14 Balima, 15 Bancé, 16 Soulama, 17 Zongo, 18 Kaboré, 19 B. Traoré, 20 Ouédraogo, 21 A.R. Traoré, 22 Nakoulma, 23 Sanou, CT: Put
Coppa d'Africa 20171 Sawadogo, 2 Yago, 3 Paro, 4 Koné, 5 Malo, 6 Saré, 7 Nakoulma, 8 Ab. R. Traoré, 9 Diawara, 10 Al. Traoré, 11 Pitroipa, 12 Guira, 13 Koanda, 14 Dayo, 15 Bancé, 16 Koffi, 17 Zongo, 18 Kaboré, 19 B. Traoré, 20 Coulibaly, 21 Bayala, 22 Touré, 23 Sanou, CT: Duarte
Coppa d'Africa 20211 Sawadogo, 2 Dj. Ouattara, 3 O. Traoré, 4 S. Ouattara, 5 P. Malo, 6 Simporé, 7 E. Traoré, 8 D. Nikièma, 9 Kaboré, 10 B. Traoaré, 11 Konaté, 12 E. Tapsoba, 13 H. Nikièma, 14 Dayo, 15 A. Tapsoba, 16 Koffi, 17 Sanogo, 18 I. Ouédraogo, 19 Bandé, 20 Sangaré, 21 Bayala, 22 Touré, 23 F. Ouédraogo, 24 Guira, 25 Yago, 26 Botué, 27 K. Nikièma, 28 Da. Ouattara, CT: K. Malo
Coppa d'Africa 20231 H. Konaté, 2 Dj. Ouattara, 3 Guiebre, 4 Nagalo, 5 Djiga, 6 Bansé, 7 Da. Ouattara, 8 Badolo, 9 Kaboré, 10 Traoaré, 11 Bangré, 12 E. Tapsoba, 13 M. Konaté, 14 Dayo, 15 A. Tapsoba, 16 Koffi, 17 Ki, 18 I. Ouédraogo, 19 Bandé, 20 Sangaré, 21 Nouma, 22 Touré, 23 Nikièma, 24 Guira, 25 Yago, 26 Salou, 27 Koula, CT: Velud

## Rosa attuale
Lista dei giocatori convocati per la Coppa d'Africa 2021.
Statistiche aggiornate all'11 ottobre 2021, al termine della sfida contro il Gibuti.
| 1  | P | Aboubacar Sawadogo | 10 agosto 1989    | 17 | 0 | Kadiogo                 |  |  |
| 16 | P | Koffi Kouakou      | 16 ottobre 1996   | 36 | 0 | Charleroi               |  |  |
| 23 | P | Farid Ouédraogo    | 26 dicembre 1996  | 1  | 0 | USFA                    |  |  |
| 27 | P | Kilian Nikièma     | 22 giugno 2003    | 1  | 0 | ADO Den Haag            |  |  |
|    |   |                    |                   |    |   |                         |  |  |
| 3  | D | Oula Traoré        | 29 settembre 1995 | 7  | 0 | Horoya                  |  |  |
| 4  | D | Soumaïla Ouattara  | 4 luglio 1995     | 4  | 0 | Raja Casablanca         |  |  |
| 5  | D | Patrick Malo       | 18 febbraio 1992  | 20 | 0 | Hassania Agadir         |  |  |
| 9  | D | Issa Kaboré        | 12 maggio 2001    | 14 | 1 | Troyes                  |  |  |
| 12 | D | Edmond Tapsoba     | 2 febbraio 1999   | 16 | 0 | Bayer Leverkusen        |  |  |
| 13 | D | Hermann Nikièma    | 30 novembre 1988  | 5  | 1 | Salitas                 |  |  |
| 14 | D | Issoufou Dayo      | 6 agosto 1991     | 52 | 4 | Nahdat Berkane          |  |  |
| 25 | D | Steeve Yago        | 16 dicembre 1992  | 54 | 0 | Aris Limassol           |  |  |
|    |   |                    |                   |    |   |                         |  |  |
| 6  | C | Saïdou Simporé     | 31 agosto 1992    | 8  | 1 | Al-Ittihad Al-Iskandary |  |  |
| 7  | C | Eric Traoré        | 21 maggio 1996    | 13 | 1 | Pyramids                |  |  |
| 8  | C | Dramane Nikièma    | 17 ottobre 1988   | 6  | 0 | Horoya                  |  |  |
| 18 | C | Ismahila Ouédraogo | 5 novembre 1999   | 10 | 0 | PAOK                    |  |  |
| 20 | C | Gustavo Sangaré    | 8 novembre 1996   | 4  | 0 | Quevilly-Rouen          |  |  |
| 21 | C | Cyrille Bayala     | 24 maggio 1996    | 27 | 3 | Ajaccio                 |  |  |
| 22 | C | Blati Touré        | 4 agosto 1994     | 19 | 0 | AFC Eskilstuna          |  |  |
| 24 | C | Adama Guira        | 24 aprile 1988    | 30 | 0 | Racing Rioja            |  |  |
|    |   |                    |                   |    |   |                         |  |  |
| 2  | A | Djibril Ouattara   | 19 settembre 1999 | 1  | 0 | RS Berkane              |  |  |
| 11 | A | Mohamed Konaté     | 12 dicembre 1997  | 10 | 2 | Terek Grozny            |  |  |
| 15 | A | Abdoul Tapsoba     | 23 agosto 2001    | 6  | 5 | Standard Liegi          |  |  |
| 17 | A | Zakaria Sanogo     | 11 dicembre 1996  | 18 | 0 | Ararat-Armenia          |  |  |
| 19 | A | Hassane Bandé      | 30 ottobre 1998   | 10 | 0 | Istria 1961             |  |  |
| 26 | A | Jean Botué         | 7 agosto 2002     | 3  | 0 | Ajaccio                 |  |  |
| 28 | A | Dango Ouattara     | 16 maggio 2002    | 0  | 0 | Lorient                 |  |  |

## Record individuali
Dati aggiornati al 29 marzo 2021.
I giocatori in grassetto sono ancora attivi in nazionale.
|   | Giocatore             | Presenze | Reti | Periodo   |
| - | --------------------- | -------- | ---- | --------- |
| 1 | Charles Kaboré        | 101      | 4    | 2006-     |
| 2 | Jonathan Pitroipa     | 84       | 19   | 2006-2019 |
| 3 | Moumouni Dagano       | 83       | 34   | 1998-2013 |
| = | Bakary Koné           | 83       | 0    | 2006-     |
| 5 | Aristide Bancé        | 79       | 24   | 2003-2019 |
| 6 | Saïdou Panandétiguiri | 66       | 2    | 2002-2013 |
| 7 | Alain Traoré          | 64       | 21   | 2006-     |
| 8 | Abdoulaye Soulama     | 61       | 0    | 1997-2015 |
| 9 | Mohamed Koffi         | 59       | 4    | 2006-2016 |
| = | Bertrand Traoré       | 59       | 13   | 2000-2012 |

|   | Giocatore         | Reti | Presenze | Periodo   |
| - | ----------------- | ---- | -------- | --------- |
| 1 | Moumouni Dagano   | 34   | 83       | 1998-2013 |
| 2 | Aristide Bancé    | 24   | 79       | 2003-2019 |
| 3 | Sibiri Traoré     | 21   | 64       | 2006-     |
| 4 | Jonathan Pitroipa | 19   | 84       | 2006-2019 |
| 5 | Préjuce Nakoulma  | 13   | 53       | 2012-     |
| = | Mamadou Zongo     | 13   | 30       | 1996-2013 |
| 7 | Bertrand Traoré   | 12   | 59       | 2011-     |
| 8 | Oumar Barro       | 10   | 48       | 1996-2003 |
| = | Amadou Touré      | 10   | 30       | 1998-2006 |